# Okroeg Soechoemi
De okroeg Soechoemi (Russisch: Сухумского округа, Soechoemskogo okroega) was tussen 1883 en 1918 een okroeg (district) binnen het onderkoninkrijk van de Kaukasus van het keizerrijk Rusland met Soechoemi als hoofdstad.
De okroeg kwam qua gebied overeen met het grootste deel van het hedendaagse Abchazië en grensde in het zuidwesten aan het gouvernement Koetais, in het noorden aan de oblast Koeban en in het noordwesten aan het Zwarte Zee-gouvernement.

## Geschiedenis
In 1864 werd het Vorstendom Abchazië ingelijfd door het keizerrijk Rusland. Tot 1883 werd het voormalige vorstendom bestuurd als het militair district Soechoemi, bestaande uit vier okroegen. In 1883 werd het militaire district omgevormd tot okroeg Soechoemi, dat ondergebracht werd bij het gouvernement Koetais. Vanaf 1905 was het een zelfstandige bestuurlijke eenheid in het onderkoninkrijk van de Kaukasus, na het okroeg Zakatali de kleinste zelfstandige eenheid in het Russisch Rijk.
In 1918 werd de okroeg onderdeel van de Democratische Republiek Georgië. Na de val van de republiek Georgië in 1921 werd in Soechoemi de Abchazische Socialistische Sovjetrepubliek uitgeroepen, waartoe ook het zuidelijke deel van het okroeg Sotsji tot aan de rivier Pso-oe behoorde.